# Conurbación binacional Huaquillas-Zarumilla
La conurbación binacional Huaquillas-Aguas Verdes es un conurbación ubicada en la frontera entre Ecuador y Perú, conformada por las ciudades limítrofes de Huaquillas y Aguas Verdes. Tiene una población de 70.000 habitantes. Es atravesada por un canal secundario del río Zarumilla que es unida por un puente peatonal construido en 1942. La principal actividad es el comercio. El 22 de octubre de 2009 entró en vigencia la Zona de Libre Tránsito Aguas Verdes-Huaquillas en que se establece el tránsito local de personas sin necesidad de efectuar control migratorio.